# Carlos Steeb
Carlos Steeb (Tübingen, 18 de diciembre de 1773 -Verona, 15 de diciembre de 1856) fue un religioso y misionero germánico católico, fundador junto con la religiosa italiana Vincenza María Poloni de la congregación religiosa de las Hermanas de la Misericordia de Verona. 
Es venerado como beato por la Iglesia Católica, desde su beatificación el 6 de julio de 1975 por el papa Pablo VI, y su memoria litúrgica se celebra el 15 de diciembre.

## Biografía

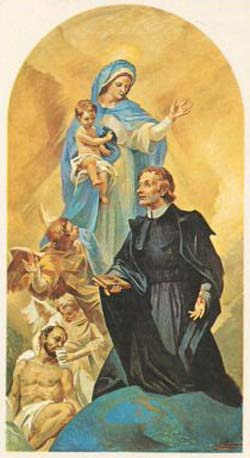
Carlos Steeb como predicador

Juan Enrique Carlos (en alemán Johannes Heinrich Karl) Steeb, nació el 18 de diciembre de 1773 en Tubinga, en el estado de Baden-Württemberg, Sacro Imperio Romano Germánico (actual Alemania), en un hogar de padres luteranos.
Viajó al Reino de Francia para estudiar en París, pero tuvo que huir de allí por el comienzo de la Revolución Francesa, en 1789, cuando tenía 26 años. 
Luego, de regreso en el Sacro Imperio, se trasladó a Verona (en la actual Italia), a concluir con sus estudios, pero el contacto con sacerdotes católicos lo llevó a convertirse al catolicismo romano en 1792, siendo repudiado por sus padres cuando se hizo pública su conversión.
Fue ordenado sacerdote en 1796 y se dedicó al cuidado de los enfermos. También estudió derecho canónico y civil en Pavía, y posteriormente se dedicó a enseñar varios idiomas. En Pavía conoció a la monja Vincenza María Poloni, y juntos fundaron la Congregación de las Hermanas de la Misericordia de Verona, en 1840.
Steeb falleció en Verona el 15 de diciembre de 1856 a los 82 años de edad, a pocos días de su 83.° cumpleaños.

## Culto
El proceso de canonización se inició el 6 de julio de 1963, aunque se había realizado una fase preliminar desde 1949 hasta 1952.
El papa Pablo VI reconoció sus virtudes heroicas y lo declaró venerable el 19 de noviembre de 1970.
El 6 de julio de 1975 el mismo pontífice lo proclamó beato, tras reconocer un milagro por su intercesión.